# Bülent Korkmaz
Bülent Korkmaz (Malatya, 1968. november 24. –) török válogatott labdarúgó, edző.
A török válogatott tagjaként részt vett az 1996-os Európa-bajnokságon, a 2002-es világbajnokságon és a 2003-as konföderációs kupán.

## Sikerei, díjai
Galatasaray
- Török bajnok (8): 1987–88, 1992–93, 1993–94, 1996–97, 1997–98, 1998–99, 1999–2000, 2001–02
- Török kupagyőztes (6): 1990–91, 1992–93 1995–96, 1998–99, 1999–2000, 2004–05
- UEFA-kupa győztes (1): 1999–2000
- UEFA-szuperkupa győztes (1): 2000

Törökország
- Világbajnoki bronzérmes (1): 2002
- Konföderációs kupa bronzérmes (1): 2003